# Thuir
Thuir là một xã trong vùng Occitanie, thuộc tỉnh Pyrénées-Orientales, quận Perpignan, tổng Thuir. Tọa độ địa lý của xã là 42° 37' vĩ độ bắc, 02° 45' kinh độ đông. Thuir nằm trên độ cao trung bình là 99 mét trên mực nước biển, có điểm thấp nhất là 78 mét và điểm cao nhất là 243 mét. Xã có diện tích 19,90 km², dân số vào thời điểm 1999 là 7.257 người; mật độ dân số là 364 người/km².

## Thông tin nhân khẩu
| 1962  | 1968  | 1975  | 1982  | 1990  | 1999  |
| ----- | ----- | ----- | ----- | ----- | ----- |
| 3 717 | 4 192 | 6 023 | 6 356 | 6 638 | 7 257 |